# 親愛的房客
《親愛的房客》（英語：Dear Tenant）是2020年臺灣劇情片，同性戀題材的電影，並含有安樂死、收養等議題。由鄭有傑執導，莫子儀、姚淳耀、陳淑芳、白潤音所主演，在基隆取景拍攝。2020年，票房達4,000萬元臺幣，上映首周榮登周末票房新片冠軍。

## 劇情簡介
林健一（莫子儀 飾）好心照顧一位患有糖尿病及腳上（小腿）有傷口的房東周秀玉（陳淑芳 飾），更收養失去爸爸房東的九歲孫兒王悠宇（白潤音 飾），在所有人眼裡，林健一是個正人君子。但在周秀玉過世之後，他的動機開始受到質疑。悠宇的叔叔立綱（是元介 飾）返國奔喪，發現這棟房子已經過戶了給悠宇。立綱懷疑健一謀財害命，報警展開調查，發現越來越多對健一不利的證據…

## 演員表
| 演員   | 角色           | 關係                                                   |
| 莫子儀 | 林健一         | 房客，住在周秀玉家的頂樓加蓋內；王立維的伴侶           |
| 陳淑芳 | 周秀玉         | 房東，王立維、王立綱的媽媽，患有糖尿病，腳有受感染傷口 |
| 白潤音 | 王悠宇         | 林健一養子，王立維與前妻所生的兒子                     |
| 姚淳耀 | 王立維         | 王悠宇的爸爸，因高山症去世；林健一的伴侶               |
| 是元介 | 王立綱         | 王悠宇的叔叔                                           |
| 謝瓊煖 | 張麗萍         | 檢察官                                                 |
| 吳朋奉 | 郭小隊長       | 警察                                                   |
| 沈威年 | 小蔡           | 警察                                                   |
| 王可元 | 尤士軒（Eric） | 林健一的網友                                           |
| 陳雪甄 | Joyce          | 林健一任職的鋼琴教室主任                               |
| 胡廣雯 | 老師           | 王悠宇新學期的班導師                                   |
| 朱宥丞 | 楊宗翰         | 王悠宇的同學                                           |

## 獎項
| 類別                 | 頒獎日期       | 獎項             | 名字           | 結果 | 參考              |
| -------------------- | -------------- | ---------------- | -------------- | ---- | ----------------- |
| 臺北電影獎           | 2020年7月11日  | 最佳男主角       | 莫子儀         | 獲獎 | [ 3 ]             |
| 臺北電影獎           | 2020年7月11日  | 最佳女配角       | 陳淑芳         | 提名 | [ 3 ]             |
| 臺北電影獎           | 2020年7月11日  | 最佳美術設計     | 陳柏任         | 提名 | [ 3 ]             |
| 金馬獎               | 2020年11月21日 | 最佳劇情長片     | 《親愛的房客》 | 提名 | [ 4 ] [ 5 ]       |
| 金馬獎               | 2020年11月21日 | 最佳導演         | 鄭有傑         | 提名 | [ 4 ] [ 5 ]       |
| 金馬獎               | 2020年11月21日 | 最佳男主角       | 莫子儀         | 獲獎 | [ 4 ] [ 5 ]       |
| 金馬獎               | 2020年11月21日 | 最佳女配角       | 陳淑芳         | 獲獎 | [ 4 ] [ 5 ]       |
| 金馬獎               | 2020年11月21日 | 最佳原著劇本     | 鄭有傑         | 提名 | [ 4 ] [ 5 ]       |
| 金馬獎               | 2020年11月21日 | 最佳原創電影音樂 | 法蘭           | 獲獎 | [ 4 ] [ 5 ]       |
| 台灣影評人協會       | 2021年3月26日  | 最佳影片         | 《親愛的房客》 | 提名 | [ 6 ] [ 7 ] [ 8 ] |
| 台灣影評人協會       | 2021年3月26日  | 最佳導演         | 鄭有傑         | 提名 | [ 6 ] [ 7 ] [ 8 ] |
| 台灣影評人協會       | 2021年3月26日  | 最佳劇本         | 鄭有傑         | 提名 | [ 6 ] [ 7 ] [ 8 ] |
| 台灣影評人協會       | 2021年3月26日  | 最佳男演員       | 莫子儀         | 獲獎 | [ 6 ] [ 7 ] [ 8 ] |
| 台灣影評人協會       | 2021年3月26日  | 最佳女演員       | 陳淑芳         | 提名 | [ 6 ] [ 7 ] [ 8 ] |
| 青年電影手冊年度盛典 | 2021年3月28日  | 年度華語十佳影片 | 《親愛的房客》 | 獲獎 |                   |
| 青年電影手冊年度盛典 | 2021年3月28日  | 年度導演         | 鄭有傑         | 提名 |                   |
| 青年電影手冊年度盛典 | 2021年3月28日  | 年度編劇         | 鄭有傑         | 提名 |                   |
| 青年電影手冊年度盛典 | 2021年3月28日  | 年度男演員       | 莫子儀         | 獲獎 |                   |
| 青年電影手冊年度盛典 | 2021年3月28日  | 年度女演員       | 陳淑芳         | 提名 |                   |
| 青年電影手冊年度盛典 | 2021年3月28日  | 年度傑出表演獎   | 陳淑芳         | 獲獎 |                   |
| 亞洲電影大獎         | 2021年10月8日  | 最佳男主角       | 莫子儀         | 提名 | [ 9 ]             |

## 外部連結
- 親愛的房客的Facebook專頁
- 親愛的房客的Instagram帳戶
- 豆瓣电影上《親愛的房客》的資料 （简体中文）
- 開眼電影網上《親愛的房客》的資料（繁體中文）
- Yahoo奇摩電影上《親愛的房客》的資料（繁體中文）
- 互联网电影数据库（IMDb）上《親愛的房客》的资料（英文）
- 台灣電影網上《親愛的房客》的資料（繁體中文）